# Embraer Phenom 100
Embraer EMB-500 Phenom 100  — легкий реактивний літак бізнес-класу, розроблений бразильською авіабудівною компанією Embraer. Він отримав сертифікат типу, як Embraer EMB-500, а на кінець 2014 року було поставлено 300 одиниць.

## Конструкція
Phenom 100 вміщує чотирьох пасажирів в своїй нормальній конфігурації, але максимальна ємність складає сім пасажирів з одним пілотом.  Інтер'єр салону розроблений BMW DesignworksUSA. Він має максимальну дальність польоту 1178 морських миль (2182 км) з чотирма пасажирами. Перший літак був поставлений в грудні 2008 року, коли ціна складала $3,6 млн, в той час як в 2015 році ціна була $4,5 млн. Літак має овальний фюзеляж об'ємом 282 ft3, двері висотою 1,47 м, та шириною 0.74м (4.5'x2.1'), та негерметичний багажний відсік об'ємом 1.70m3 (60ft3). Літак розрахований на 28000 циклів польоту або 35000 годин, та на 20 % складається з композитних матеріалів. Експлуатаційні витрати Phenom 100 складають близько US$2-3/милю, тоді як у G650 та подібних літаків $5–6.
У задній частині літака розташовані два турбовентиляторні двигуни Pratt & Whitney Canada PW617-F з тягою на зльоті у 7,2 кН. Двигуни мають продубльовану повністю електронну систему управління (FADEC). Функція автоматичного резерву продуктивності (AFR) підвищує потужність двигуна до 7,9 кН у разі відмови іншого двигуна на зльоті Останні моделі двигунів PW 617 F-E мають 10-хвилинний рейтинг тяги у 8,09 кН..

## Розробка

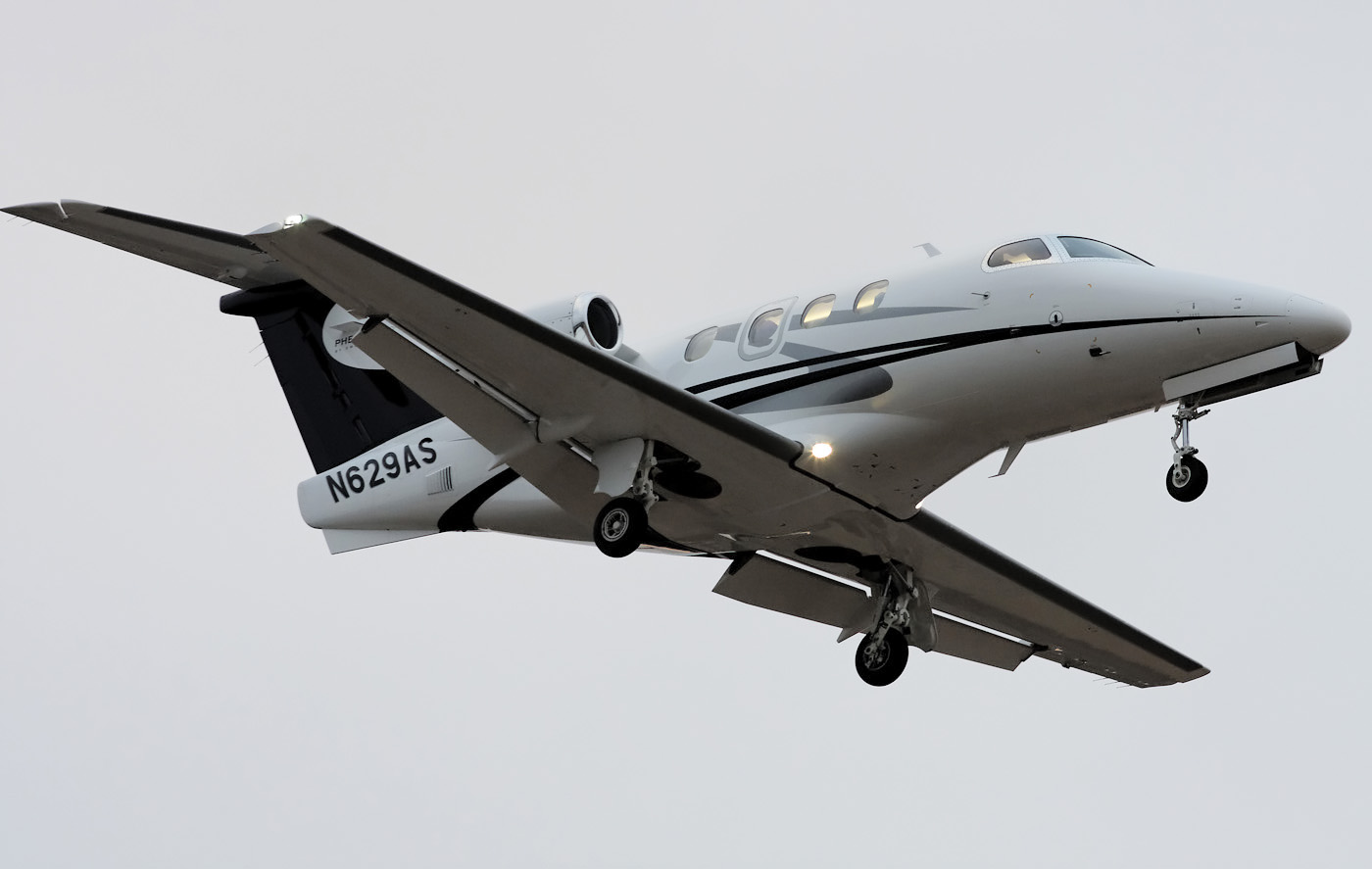
Phenom 100 заходить на посадку

У квітні 2005 року Рада директорів Embraer  схвалила розробку легких реактивних літаків. 9 листопада, компанія оголосила на щорічному з'їзді NBAA що перший легкий реактивний літак буде називатися Phenom 100, також було показано повномасштабний макет літака.
Літак здійснив перший політ 26 липня 2007 року в Сан-Жозе-дус-Кампус, Бразилія. Сертифікат типу був отриманий від Національного управління цивільної авіації Бразилії 9 грудня 2008 року.
24 грудня 2008 року перший літак був поставлений замовнику.

## Варіанти
Phenom 100
Початковий варіант
Phenom 100E
Оновлений варіант з багатофункціональними спойлерами.

## Оператори

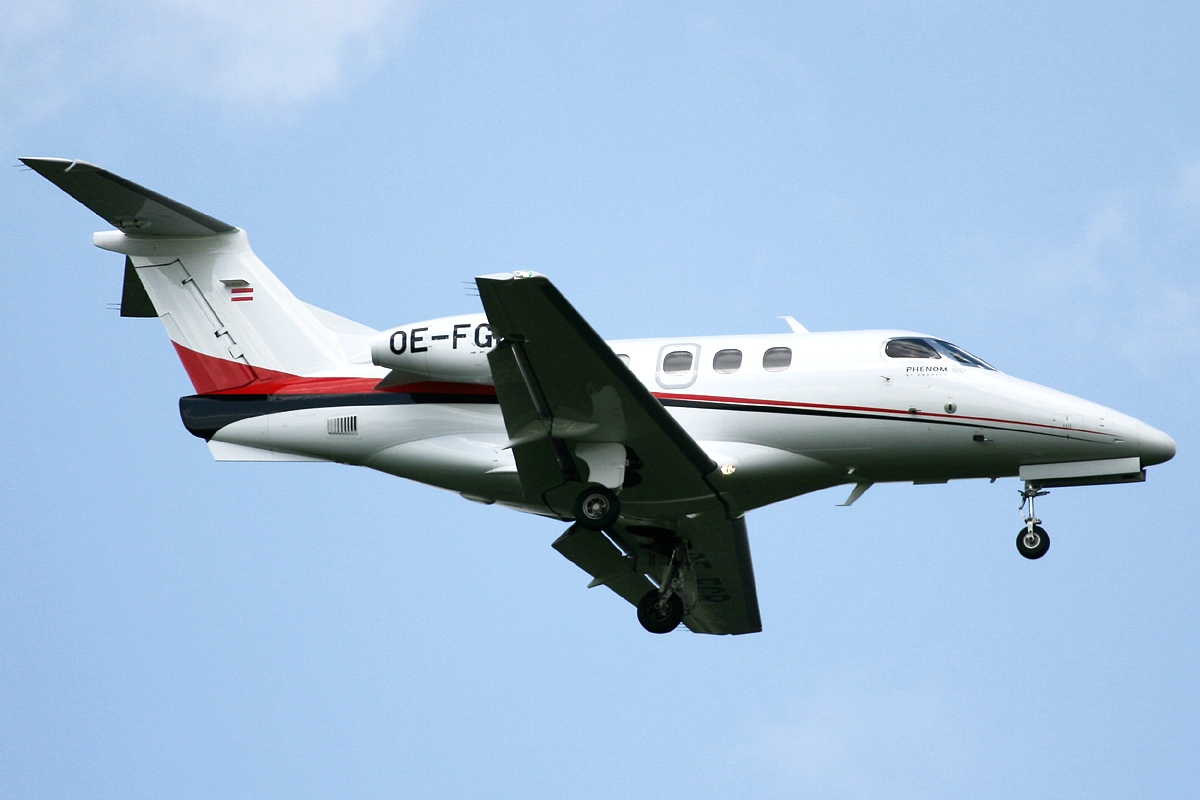
Embraer Phenom 100 компанії Grossmann Air Service

Літак експлуатується багатьма приватними особами, компаніями, чартерними авіакомпаніями і військовими.

### Військові
Пакистан
- Pakistan Air Force — чотири літаки для перевезення VIP-персон[14].

 Велика Британія
- RAF, Royal Navy -  2 лютого 2016 року Міністерство оборони Великої Британії підписало контракт з компанією KBR-Elbit Systems на закупівлю і підтримку п'яти літаків Embraer Phenom 100 для навчання і тренування льотного персоналу Royal Air Force і Royal Navy на період до 2033 року[15].

### Цивільні
Україна
- AeroJet [Архівовано 14 серпня 2017 у Wayback Machine.]

## Поставки
Компанія Embraer спочатку планувала поставити 15 літаків Phenom 100 в 2008 році і 120—150 літаків в 2009 році, але в результаті в 2008 році було поставлено тільки два літака, а план на 2009 рік був зменшений до 97 літаків. Embraer мав близько 30 замовлень в кінці 2014.
| Рік                | 2008 | 2009 | 2010 | 2011 | 2012 | 2013 | 2014 | 2015 |
| ------------------ | ---- | ---- | ---- | ---- | ---- | ---- | ---- | ---- |
| Кількість поставок | 2    | 97   | 100  | 41   | 29   | 30   | 19   | 12   |

## Аварії та інциденти
Станом на 15 лютого 2016 року було втрачено 1 літак
| Дата       | Бортовий номер | Місце катастрофи | Жертви | Короткий опис |
| ---------- | -------------- | ---------------- | ------ | --- |
| 08.12.2014 | N100EQ         | Ґейтерсбург      | 3+3/6  | Врізався в приміський будинок під час заходу на посадку до злітно-посадкової смуги аеропорту Монтгомері Каунті Ейрпарк. Шестеро людей загинули, троє в літаку і троє в будинку на землі. |

## Специфікації

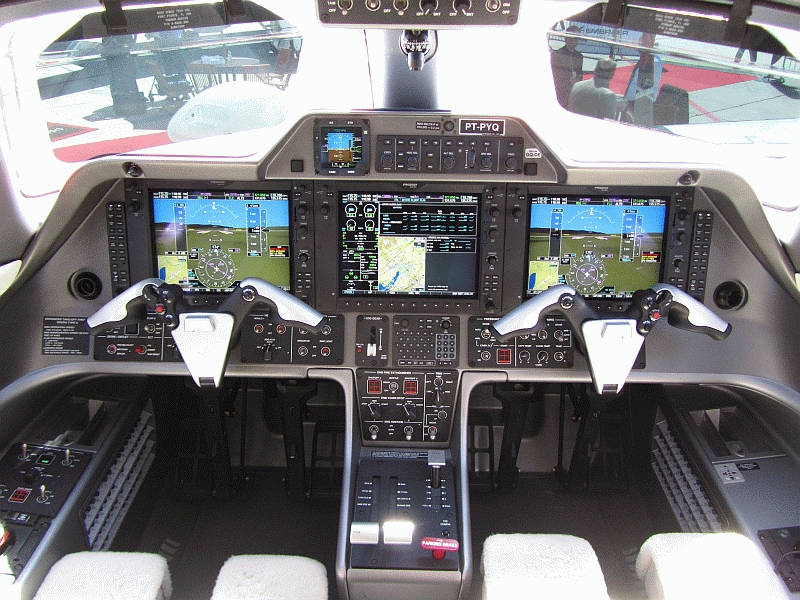
Кабіна пілотів Phenom 100

Джерело: Сайт виробника
Основні характеристики
- Екіпаж: 1 чи 2 пілота
- Пасажиромісткість: 4 стандартно (7 максимум)
- Вантажопідйомність: 595 кг
- Довжина: 12,80 м
- Висота: 4,4 м
- Розмах крила: 12,30 м

- Маса спорядженого: 3830 кг
- Нормальна злітна маса: 4427 кг
- Максимальна злітна маса: 4750 кг
- Корисне навантаження: 1535 кг
- Маса палива у внутрішніх баках: 1272 кг
- Силова установка: 2 ×  Pratt & Whitney Canada PW617F-E
- Тяга: 2 × 7,2 кН

Льотні характеристики
- Максимально допустима швидкість: 0,7 маха
- Крейсерська швидкість: 722 км/год
- Практична дальність: 2782 км (4 пасажири)
- Довжина розгону: 1037 м
- Довжина пробігу: 823 м

### Пов'язані розробки
- Embraer Phenom 300

### Подібні літаки
- Eclipse 500
- Cessna Citation Mustang
- Cessna Citation CJ
- Cessna Citation M2
- Cirrus Vision SF50
- Honda Jet
- PiperJet
- Spectrum S-33 Independence

### Списки
- Список цивільних літаків